# Fly By Day
「Fly By Day」（フライ・バイ・デイ）は、杏里11枚目のシングル。1982年11月21日発売。発売元はフォーライフ・レコード。

## 解説
- 4thアルバム『Heaven Beach』と同時発売された。
- 角松敏生が1983年発売の12インチシングルでセルフカバー。

## 収録曲
全編曲：瀬尾一三

### SIDE A
1. Fly By Day  –  (4'32")
作詞・作曲：角松敏生

### SIDE B
1. Memorial Story  –  (4'04")
作詞・作曲：杏里

## 関連作品
- Heaven Beach
- ANRI AGAIN〜Best Of Myself
- DO YOU WANNA DANCE - 楽曲提供した角松自身によるセルフカバーを収録。